# Newfoundland and Labrador Census Division No. 7
Die Census Division No. 7 ist eine Verwaltungseinheit in der kanadischen Provinz Neufundland und Labrador.
Die Census Division No. 7 erstreckt sich westlich der Avalon-Halbinsel entlang der Nordküste der Insel Neufundland. Sie hat eine Fläche von 9672,91 km². Beim Zensus 2016 lebten dort 34.092 Einwohner. Beim Zensus 5 Jahre zuvor waren es noch 34.686. In der Census Division No. 7 befindet sich der Terra-Nova-Nationalpark.

## Gemeinden (Towns)
- Bonavista
- Centreville-Wareham-Trinity
- Clarenville
- Dover
- Eastport
- Elliston
- Gambo
- George's Brook-Milton
- Glovertown
- Greenspond
- Happy Adventure
- Hare Bay
- Indian Bay
- Keels
- King’s Cove
- Musgravetown
- New-Wes-Valley
- Port Blandford
- Port Rexton
- Salvage
- Sandringham
- Sandy Cove
- St. Brendan’s
- Traytown
- Trinity (Trinity Bay)
- Trinity Bay North